# Яоко Кайтані
Яоко Кайтані (справжнє ім'я - Суміко Каія) (яп.貝谷八百子; 28 березня 1921, Омута, Фукуока - 5 березня 1991) — японська артистка балету, хореограф, балетмейстер. 

## Біографія
Народилася в багатій родині власника шахти. Навчалася класичному танцю у російського педагога Е. Павлової в Токіо. 
У 1942 році організувала балетну трупу «Кайтані баредан», де поставила балети класичної спадщини «Попелюшка» С. Прокоф'єва, «Лускунчик», «Лебедине озеро» П. І. Чайковського, «Коппелія» Л. Деліба (в 1951 році спектаклі «Попелюшка» і «Лускунчик» були нагороджені премією японського фестивалю мистецтв). 
Створила нові балети «Саломея» Акіра Іфукубе (1948), «Поргі і Бесс» на музику Гершвіна (1955), «Жанна д'Арк» Онеггера (1959) і виконала в них головні партії. 
У балетних постановках у власній трупі виконувала партії: Одетта-Оділлія, Джульєтта, Коппелія, Попелюшка та ін. Перша виконавиця партії Одетти - Оділлії в Японії (1946, пост. Масахіде Комакі). 
У 1961 році відвідала СРСР, займалася в Московському хореографічному училищі. 
Після повернення поставила «Корсар» А. Адама і Ц. Пуні (1961), в якому використовувала досвід радянської балетмейстерської школи. 
Вела педагогічну діяльність, керувала балетною школою. У 1965 році заснувала Інститут мистецтв і була його керівником. 

## Нагороди
- Орден Дорогоцінної корони 4 ступеня
- нагороджена Медаллю Пошани з синьою стрічкою
- Премія танцювального мистецтва (1949)